# Michael Aronov
Michael Aronov, all'anagrafe Mikhail Yakovlevich Aronov (in russo: Михаи́л Я́ковлевич Аро́нов; Tashkent, 4 maggio 1976), è un attore e drammaturgo uzbeko naturalizzato statunitense.

## Biografia
Michael Aronov nacque a Tashkent in Uzbekistan da padre ebreo (Yakov Aronov) proveniente dalla Repubblica Sovietica Popolare di Bukhara e madre rumena (Klavdia Aronova), all'età di 4 anni si trasferì a Los Angeles negli Stati Uniti d'America; lui e i suoi genitori diventarono cittadini statunitensi nel 1987. Debuttò in TV nel 2000, mentre al cinema l'anno successivo in Hedwig - La diva con qualcosa in più di John Cameron Mitchell.
Aronov è attivo soprattutto a livello televisivo, avendo preso parte a singoli episodi di varie serie TV come Law & Order, The Good Wife, Quantico e Person Of Interest. Aronov è noto per il ruolo di Anton Blakanov in The Americans che ricopre dalla seconda stagione. Al cinema invece, seppur non vi abbia lavorato molto, è noto soprattutto per aver interpretato il ruolo del criminale russo Chovka a Brooklyn in Chi è senza colpa, film noto per la presenza di Tom Hardy e per essere stato l'ultimo di James Gandolfini prima del suo decesso.

## Filmografia parziale

### Cinema
- Hedwig - La diva con qualcosa in più (Hedwig and the Angry Inch), regia di John Cameron Mitchell (2001)
- Amexicano, regia di Matthew Bonifacio (2007)
- Soldier's Heart, regia di Brian Delate (2008)
- Cold Souls, regia di Sophie Bartes (2009)
- Lbs., regia di Matthew Bonifacio (2010)
- Chi è senza colpa (The Drop), regia di Michaël R. Roskam (2014)
- Half Magic, regia di Heather Graham (2018)
- Operation Finale, regia di Chris Weitz (2018)
- Confini e dipendenze (Crisis), regia di Nicholas Jarecki (2021)

### Televisione
- The Beat – serie TV, episodio 1x05 (2000)
- Spin City – serie TV, episodio 4x22 (2000)
- La valle dei pini (All My Children) – serial TV, 1 puntata (2000)
- Law & Order - I due volti della giustizia (Law & Order) – serie TV, 3 episodi (2000-2009)
- Law & Order - Unità vittime speciali (Law & Order: Special Victims Unit) – serie TV, 2 episodi (2000-2002)
- Law & Order: Criminal Intent – serie TV, episodio 1x01 (2001)
- Senza traccia (Without a Trace) – serie TV, episodio 7x02 (2008)
- White Collar – serie TV, episodio 2x06 (2010)
- Blue Bloods – serie TV, episodio 1x04 (2010)
- The Closer – serie TV, 2 episodi (2010)
- The Good Wife – serie TV, episodio 3x02 (2012)
- Person of Interest – serie TV, episodio 1x15 (2012)
- Elementary – serie TV, episodio 1x24 (2013)
- Reign – serie TV, episodio 1x07 (2013)
- The Americans – serie TV, 12 episodi (2014-2016)
- Madam Secretary – serie TV, 2 episodi (2014-2016)
- Forever – serie TV, episodio 1x15 (2015)
- Quantico – serie TV, episodio 1x07 (2015)
- The Blacklist – serie TV, 6 episodi (2017-2019)
- Billions – serie TV, 3 episodi (2018)
- Jett - Professione ladra (Jett) – serie TV, 9 episodi (2019)
- Hit & Run – serie TV, 5 episodi (2021)
- The First Lady – serie TV, 3 episodi (2022)

## Doppiatori italiani
Nelle versioni in italiano delle opere in cui ha recitato, Michael Aronov è stato doppiato da:
- Alessandro Quarta in Law & Order - Unità vittime speciali (ep. 3x20), Operation Finale
- Alessandro Budroni in The Closer, Chi è senza colpa
- Mino Caprio in Law & Order - Unità vittime speciali (ep. 1x12)
- Walter Rivetti in Law & Order: Criminal Intent
- Franco Mannella in Life on Mars
- Roberto Certomà in Senza traccia
- Massimo Aresu in White Collar
- Mauro Magliozzi in The Good Wife
- Gianfranco Miranda in Person of Interest
- Stefano Macchi in Elementary
- Andrea Lavagnino in The Americans
- Roberto Gammino in The Blacklist
- Maurizio Fiorentini in Billions
- Alberto Bognanni in Jett - Professione ladra